# Diaphorapteryx hawkinsi
Diaphorapteryx hawkinsi е изчезнал вид птица от семейство Rallidae.

## Разпространение
Видът е разпространен в Нова Зеландия.